# Луис Крунен
Луис Крунен (зфлам. Louis Croenen; Турнаут, 4. јануар 1994) белгијски је пливач чија специјалност су трке делфин и слободним стилом на 100 и 200 метара. Вишеструки је национални првак и учесник европских и светских првенстава и Олимпијских игара.

## Спортска каријера
Иако је једно краће време тренирао фудбал, као једанаестогодишњи дечак се ипак определио за пливање. У периоду 2006−2012. похађао је спортску гимназију у Антверпену и у том периоду је започела и његова међународна такмичарска каријера са учешћима на Европском олимпијском фестивалу младих у Тампереу 2009. и Европском јуниорском првенству у Београду 2011. године. На оба такмичења успео је да се пласира у финала својих дисциплина. Године 2011. дебитовао је и у сениорској конкуренцији учешћем на Европском првенству у малим базенима у пољском Шћећину где је као члан штафете на 4×50 слободно освојио бронзану медаљу, прву медаљу у каријери, уз нови национални рекорд од 1:25,83 минута.
Као осамнаестогодишњак је дебитовао на Олимпијским играма у Лондону 2012, где је пливао у штафети 4×200 слободно. Белгијска штафета је у квалификацијама испливала време новог националног рекорда од 7:14,44 минута што је било довољно за укупно дванаесто време квалификација.
У мају 2014. на националном првенству поставља нови рекорд Белгије на на 200 делфин (1:56,41), а потом три месеца касније осваја и прву медаљу у каријери у великим базенима. На Европском првенству 2014. у Берлину као члан штафете на 4×200 слободно осваја бронзану медаљу, док у појединачној трци на 200 делфин заузима 4. место поправивши властити национални рекорд за 35 стотих делова секунде (1:56,06).
У мају 2015. поново је поставио нови национални рекорд на 200 делфин, а резултат од 1:55,44 минута уједно је била и квалификациона норма за ЛОИ 2016. године. У августу исте године по први пут је наступио на светском првенству у великим базенима, а у Казању 2015. успео је да се пласира у финала обе дисциплине у којима је наступио. У трци на 200 делфин заузео је укупно 7. место у времену новог националног рекорда (1:55,39) поставши тако првим белгијским пливачем који је успео да се пласира у финале светског првенства још од СП 1998. и финала Фредерика Дебургравеа на 100 прсно. Два дана касније је као члан штафете 4×200 слободно заузео шесто место уз нови национални рекорд (7:09,64).
На Европском првенству 2016. у Лондону освојио је две медаље у штафетним тркама — сребро на 4×200 слободно и бронзу на 4×100 слободно. На Олимпијским играма у Рију 2016. успео је да се пласира у финала обе дисциплине у којима је учествовао — на 4×200 слободно и 200 делфин заузео је две осме позиције.
Крунен је наступио и на светским првенствима у Будимпешти 2017. и Квангџуу 2019, а једино је у Кореји успео да се пласира у полуфинале трке на 200 делфин (укупно 15. место).